# Boxholm (Iowa)
Boxholm – miasto w Stanach Zjednoczonych, w stanie Iowa, w hrabstwie Boone.

## Demografia
W 2000 liczyło 215 mieszkańców. W roku 2023 liczba mieszkańców spadła do 173 osób, a gęstość zaludnienia poniżej 67 osób/km².